# Copa de Campeones Conmebol-UEFA 2022
La Copa de Campeones Conmebol-UEFA 2022, o por su nombre comercial Finalissima 2022, fue la tercera edición oficial del torneo entre el ganador de la Copa América y el de la Eurocopa (tras las de 1985 y 1993, llamadas Copa Artemio Franchi). Enfrentó a Italia —ganadora de la Eurocopa 2020— y Argentina —ganadora de la Copa América 2021— en el estadio de Wembley, de Londres, Inglaterra, el 1 de junio de 2022. Con ella, se volvió a disputar una copa de carácter oficial entre selecciones de distintos continentes, aparte de la Copa Mundial de Fútbol, después de que fuera discontinuada la Copa Confederaciones, que tuvo su última edición en Rusia 2017.
Su realización fue anunciada el 28 de septiembre de 2021.

## Antecedentes
El 12 de febrero de 2020, la UEFA y la Conmebol firmaron un memorando de entendimiento destinado a mejorar la cooperación entre las dos organizaciones. Como consecuencia del mismo, un comité conjunto examinó la posibilidad de organizar partidos intercontinentales europeo-sudamericanos, tanto para fútbol masculino como femenino. El 28 de septiembre de 2021, la UEFA y la Conmebol confirmaron que los ganadores de la Eurocopa y de la Copa América se enfrentarían en un partido intercontinental oficial, inicialmente por tres ediciones. La primera se confirmó para el año 2022. El 15 de diciembre de 2021, las dos entidades firmaron un nuevo acuerdo de entendimiento hasta 2028, que incluye disposiciones específicas, como la creación de una oficina conjunta en Londres y la posible organización de varios eventos futbolísticos adicionales. Finalmente, como parte del acuerdo, se estipuló el nuevo nombre del torneo. Para esta edición la UEFA lo publicitó como la Finalísima.

## Participantes
|   | Equipo    | Vía de clasificación                            | Fecha de clasificación | Participaciones Anteriores | Última participación | Mejor desempeño |
| - | --------- | ----------------------------------------------- | ---------------------- | -------------------------- | -------------------- | --------------- |
| 1 | Italia    | Campeón de la Eurocopa (2020) (2.° título)      | 11 de julio de 2021    | 0                          | Debutante            | Debutante       |
| 2 | Argentina | Campeón de la Copa América (2021) (15.° título) | 10 de julio de 2021    | 1                          | 1993                 | Campeón en 1993 |

## Sede
| Inglaterra          |                 |                 |                 |
| Ciudad              | Estadio         |                 |                 |
| Londres             | Wembley Stadium | Wembley Stadium | Wembley Stadium |
|                     |                 |                 |                 |
| 90 000 espectadores |                 |                 |                 |
| Finalissima 2022    |                 |                 |                 |

## Partido
| 1 de junio de 2022 | Italia | 0:3 (0:2) | Argentina                                         | Estadio de Wembley, Londres                                                     |                                                                                 |
| 20:45 (UTC+2)      |        | Reporte   | - L. Martínez 28' - Di María 45+1' - Dybala 90+4' | Asistencia: 87 112 espectadores Árbitro(s): Piero Maza VAR: Hernández Hernández | Asistencia: 87 112 espectadores Árbitro(s): Piero Maza VAR: Hernández Hernández |

### Ficha
| 21    | POR   | Gianluigi Donnarumma  |     |
| 2     | DEF   | Giovanni Di Lorenzo   |     |
| 19    | DEF   | Leonardo Bonucci      |     |
| 3     | DEF   | Giorgio Chiellini     | 46' |
| 13    | DEF   | Emerson               | 77' |
| 8     | MED   | Jorginho              |     |
| 12    | MED   | Matteo Pessina        | 62' |
| 18    | MED   | Nicolò Barella        |     |
| 10    | DEL   | Federico Bernardeschi | 46' |
| 22    | DEL   | Giacomo Raspadori     |     |
| 9     | DEL   | Andrea Belotti        | 46' |
| D. T. | D. T. | Roberto Mancini       |     |

| 23    | POR   | Emiliano Martínez  |       |
| 4     | DEF   | Nahuel Molina      |       |
| 13    | DEF   | Cristian Romero    | 85'   |
| 19    | DEF   | Nicolás Otamendi   |       |
| 3     | DEF   | Nicolás Tagliafico |       |
| 7     | MED   | Rodrigo de Paul    | 76'   |
| 18    | MED   | Guido Rodríguez    |       |
| 20    | MED   | Giovani Lo Celso   | 90+1' |
| 10    | DEL   | Lionel Messi       |       |
| 11    | DEL   | Ángel Di María     | 90+1' |
| 22    | DEL   | Lautaro Martínez   | 85'   |
| D. T. | D. T. | Lionel Scaloni     |       |

| 6  | DEF | Manuel Lazzari      | 46' |
| 17 | DEL | Gianluca Scamacca   | 46' |
| 5  | MED | Manuel Locatelli    | 46' |
| 4  | DEF | Leonardo Spinazzola | 62' |
| 23 | DEF | Alessandro Bastoni  | 77' |

| 14 | MED | Exequiel Palacios | 76'   |
| 6  | DEF | Germán Pezzella   | 85'   |
| 9  | DEL | Julián Álvarez    | 85'   |
| 15 | MED | Nicolás González  | 90+1' |
| 21 | DEL | Paulo Dybala      | 90+1' |

| 28' · 45+1' · 90+4' | Lautaro Martínez Ángel Di María Paulo Dybala | 0:1 0:2 0:3 |

| 39' · 72' · 77' | Leonardo Bonucci Giovanni Di Lorenzo Nicolò Barella |

| 22' | Nicolás Otamendi |

| Principal  | Piero Maza          |
| Asistentes | Christian Schiemann |
|            | Claudio Ríos        |
| Cuarto     | Jesús Gil Manzano   |

| VAR            | Alejandro Hernández Hernández |
| Asistentes VAR | Juan Martínez Munuera         |
|                | Tiago Martins                 |

|                    |     |     |
| Tiros              | 7   | 17  |
| Tiros a puerta     | 3   | 9   |
| Faltas             | 13  | 16  |
| Saques de esquina  | 3   | 4   |
| Fueras de juego    | 8   | 0   |
| Posesión del balón | 44% | 56% |

| Alineación inicial |

| 21    | POR   | Gianluigi Donnarumma  |     |
| 2     | DEF   | Giovanni Di Lorenzo   |     |
| 19    | DEF   | Leonardo Bonucci      |     |
| 3     | DEF   | Giorgio Chiellini     | 46' |
| 13    | DEF   | Emerson               | 77' |
| 8     | MED   | Jorginho              |     |
| 12    | MED   | Matteo Pessina        | 62' |
| 18    | MED   | Nicolò Barella        |     |
| 10    | DEL   | Federico Bernardeschi | 46' |
| 22    | DEL   | Giacomo Raspadori     |     |
| 9     | DEL   | Andrea Belotti        | 46' |
| D. T. | D. T. | Roberto Mancini       |     |

| 23    | POR   | Emiliano Martínez  |       |
| 4     | DEF   | Nahuel Molina      |       |
| 13    | DEF   | Cristian Romero    | 85'   |
| 19    | DEF   | Nicolás Otamendi   |       |
| 3     | DEF   | Nicolás Tagliafico |       |
| 7     | MED   | Rodrigo de Paul    | 76'   |
| 18    | MED   | Guido Rodríguez    |       |
| 20    | MED   | Giovani Lo Celso   | 90+1' |
| 10    | DEL   | Lionel Messi       |       |
| 11    | DEL   | Ángel Di María     | 90+1' |
| 22    | DEL   | Lautaro Martínez   | 85'   |
| D. T. | D. T. | Lionel Scaloni     |       |

| 6  | DEF | Manuel Lazzari      | 46' |
| 17 | DEL | Gianluca Scamacca   | 46' |
| 5  | MED | Manuel Locatelli    | 46' |
| 4  | DEF | Leonardo Spinazzola | 62' |
| 23 | DEF | Alessandro Bastoni  | 77' |

| 14 | MED | Exequiel Palacios | 76'   |
| 6  | DEF | Germán Pezzella   | 85'   |
| 9  | DEL | Julián Álvarez    | 85'   |
| 15 | MED | Nicolás González  | 90+1' |
| 21 | DEL | Paulo Dybala      | 90+1' |

| 28' · 45+1' · 90+4' | Lautaro Martínez Ángel Di María Paulo Dybala | 0:1 0:2 0:3 |

| 39' · 72' · 77' | Leonardo Bonucci Giovanni Di Lorenzo Nicolò Barella |

| 22' | Nicolás Otamendi |

| Principal  | Piero Maza          |
| Asistentes | Christian Schiemann |
|            | Claudio Ríos        |
| Cuarto     | Jesús Gil Manzano   |

| VAR            | Alejandro Hernández Hernández |
| Asistentes VAR | Juan Martínez Munuera         |
|                | Tiago Martins                 |

|                    |     |     |
| Tiros              | 7   | 17  |
| Tiros a puerta     | 3   | 9   |
| Faltas             | 13  | 16  |
| Saques de esquina  | 3   | 4   |
| Fueras de juego    | 8   | 0   |
| Posesión del balón | 44% | 56% |

| Alineación inicial |

| 21    | POR   | Gianluigi Donnarumma  |     |
| 2     | DEF   | Giovanni Di Lorenzo   |     |
| 19    | DEF   | Leonardo Bonucci      |     |
| 3     | DEF   | Giorgio Chiellini     | 46' |
| 13    | DEF   | Emerson               | 77' |
| 8     | MED   | Jorginho              |     |
| 12    | MED   | Matteo Pessina        | 62' |
| 18    | MED   | Nicolò Barella        |     |
| 10    | DEL   | Federico Bernardeschi | 46' |
| 22    | DEL   | Giacomo Raspadori     |     |
| 9     | DEL   | Andrea Belotti        | 46' |
| D. T. | D. T. | Roberto Mancini       |     |

| 23    | POR   | Emiliano Martínez  |       |
| 4     | DEF   | Nahuel Molina      |       |
| 13    | DEF   | Cristian Romero    | 85'   |
| 19    | DEF   | Nicolás Otamendi   |       |
| 3     | DEF   | Nicolás Tagliafico |       |
| 7     | MED   | Rodrigo de Paul    | 76'   |
| 18    | MED   | Guido Rodríguez    |       |
| 20    | MED   | Giovani Lo Celso   | 90+1' |
| 10    | DEL   | Lionel Messi       |       |
| 11    | DEL   | Ángel Di María     | 90+1' |
| 22    | DEL   | Lautaro Martínez   | 85'   |
| D. T. | D. T. | Lionel Scaloni     |       |

| 6  | DEF | Manuel Lazzari      | 46' |
| 17 | DEL | Gianluca Scamacca   | 46' |
| 5  | MED | Manuel Locatelli    | 46' |
| 4  | DEF | Leonardo Spinazzola | 62' |
| 23 | DEF | Alessandro Bastoni  | 77' |

| 14 | MED | Exequiel Palacios | 76'   |
| 6  | DEF | Germán Pezzella   | 85'   |
| 9  | DEL | Julián Álvarez    | 85'   |
| 15 | MED | Nicolás González  | 90+1' |
| 21 | DEL | Paulo Dybala      | 90+1' |

| 28' · 45+1' · 90+4' | Lautaro Martínez Ángel Di María Paulo Dybala | 0:1 0:2 0:3 |

| 39' · 72' · 77' | Leonardo Bonucci Giovanni Di Lorenzo Nicolò Barella |

| 22' | Nicolás Otamendi |

| Principal  | Piero Maza          |
| Asistentes | Christian Schiemann |
|            | Claudio Ríos        |
| Cuarto     | Jesús Gil Manzano   |

| VAR            | Alejandro Hernández Hernández |
| Asistentes VAR | Juan Martínez Munuera         |
|                | Tiago Martins                 |

|                    |     |     |
| Tiros              | 7   | 17  |
| Tiros a puerta     | 3   | 9   |
| Faltas             | 13  | 16  |
| Saques de esquina  | 3   | 4   |
| Fueras de juego    | 8   | 0   |
| Posesión del balón | 44% | 56% |

| Alineación inicial |

| 21    | POR   | Gianluigi Donnarumma  |     |
| 2     | DEF   | Giovanni Di Lorenzo   |     |
| 19    | DEF   | Leonardo Bonucci      |     |
| 3     | DEF   | Giorgio Chiellini     | 46' |
| 13    | DEF   | Emerson               | 77' |
| 8     | MED   | Jorginho              |     |
| 12    | MED   | Matteo Pessina        | 62' |
| 18    | MED   | Nicolò Barella        |     |
| 10    | DEL   | Federico Bernardeschi | 46' |
| 22    | DEL   | Giacomo Raspadori     |     |
| 9     | DEL   | Andrea Belotti        | 46' |
| D. T. | D. T. | Roberto Mancini       |     |

| 23    | POR   | Emiliano Martínez  |       |
| 4     | DEF   | Nahuel Molina      |       |
| 13    | DEF   | Cristian Romero    | 85'   |
| 19    | DEF   | Nicolás Otamendi   |       |
| 3     | DEF   | Nicolás Tagliafico |       |
| 7     | MED   | Rodrigo de Paul    | 76'   |
| 18    | MED   | Guido Rodríguez    |       |
| 20    | MED   | Giovani Lo Celso   | 90+1' |
| 10    | DEL   | Lionel Messi       |       |
| 11    | DEL   | Ángel Di María     | 90+1' |
| 22    | DEL   | Lautaro Martínez   | 85'   |
| D. T. | D. T. | Lionel Scaloni     |       |

| 6  | DEF | Manuel Lazzari      | 46' |
| 17 | DEL | Gianluca Scamacca   | 46' |
| 5  | MED | Manuel Locatelli    | 46' |
| 4  | DEF | Leonardo Spinazzola | 62' |
| 23 | DEF | Alessandro Bastoni  | 77' |

| 14 | MED | Exequiel Palacios | 76'   |
| 6  | DEF | Germán Pezzella   | 85'   |
| 9  | DEL | Julián Álvarez    | 85'   |
| 15 | MED | Nicolás González  | 90+1' |
| 21 | DEL | Paulo Dybala      | 90+1' |

| 28' · 45+1' · 90+4' | Lautaro Martínez Ángel Di María Paulo Dybala | 0:1 0:2 0:3 |

| 39' · 72' · 77' | Leonardo Bonucci Giovanni Di Lorenzo Nicolò Barella |

| 22' | Nicolás Otamendi |

| Principal  | Piero Maza          |
| Asistentes | Christian Schiemann |
|            | Claudio Ríos        |
| Cuarto     | Jesús Gil Manzano   |

| VAR            | Alejandro Hernández Hernández |
| Asistentes VAR | Juan Martínez Munuera         |
|                | Tiago Martins                 |

|                    |     |     |
| Tiros              | 7   | 17  |
| Tiros a puerta     | 3   | 9   |
| Faltas             | 13  | 16  |
| Saques de esquina  | 3   | 4   |
| Fueras de juego    | 8   | 0   |
| Posesión del balón | 44% | 56% |

| Alineación inicial |

|                              |
| Bandera de Argentina         |
| Campeón Argentina 2.º título |

## Desarrollo
Italia comenzó el partido mejor parado en el campo, con presión sobre la salida albiceleste. Según los medios, la Azzurra dominó los primeros 25' del juego.
A los 27', el lateral Nicolás Tagliafico presionó y recuperó en campo italiano y el balón quedó en pies de Lionel Messi, quien se llevó la marca, aguantó, y asistió a Lautaro Martínez para abrir el marcador.
A punto de finalizar el primer tiempo Argentina estiró la diferencia. En el minuto uno de descuento —sobre dos—, Martínez robó el balón, trasladó y aguantó ante los centrales italianos y abrió el juego hacia la derecha para que recibiera Ángel Di María, que venía sin marca y definió de emboquillada —como en las finales de Pekín 2008 y Brasil 2021— ante la salida del guardameta Gianluigi Donnarumma.
De regreso al campo de juego, el entrenador Roberto Mancini realizó tres sustituciones en búsqueda de equilibrar el marcador. Ingresaron Manuel Lazzari, Gianluca Scamacca y Manuel Locatelli por Giorgio Chiellini, Federico Bernardeschi y Andrea Belotti. Para Chiellini, capitán de la selección, resultó su última participación tras superar los 100 encuentros.
A pesar de las modificaciones, Italia no logró torcer el rumbo y fue superada en todas las líneas por la selección argentina, que tuvo momentos «casi de exhibición», con cinco situaciones de gol muy claras, cuatro de ellas disipadas por Donnarumma —le ahogó dos gritos a Di María y dos a Messi— mientras que Lo Celso desperdició la restante.
Sobre el final, también en tiempo de descuento, Argentina selló el resultado. De contraataque, el capitán argentino Messi —elegido como el mejor jugador del partido y aclamado por su actuación por la prensa internacional— asistió al recién ingresado Paulo Dybala quien, de zurda contra el palo, marcó el 3:0 a los 90+4' para desatar el festejo argentino, luego de su triunfo el año anterior.